# Nya Ulricehamn
Nya Ulricehamn (NyaU / NU) är ett lokalt politiskt parti i Ulricehamns kommun, som bildades inför valet till kommunfullmäktige 2014. Partiet vill satsa på kärnverksamheterna i Ulricehamns kommun.
I valet till kommunfullmäktige i Ulricehamn 2014 fick Nya Ulricehamn 972 röster, vilket motsvarade 6,35 procent av rösterna och erhöll tre mandat i kommunfullmäktige. Partiet blev därmed femte största parti i Ulricehamns kommun. I valet 2018 fick Nya Ulricehamn 2 820 röster, vilket motsvarade 17,57 procent av rösterna och erhöll nio mandat i kommunfullmäktige. Efter valet 2018 är partiet det näst största partiet i Ulricehamns kommun.
Nya Ulricehamn är ett parti som grundades av pedagoger i Ulricehamns kommun och skolfrågan är partiets hjärtefråga. Partiet vill höja kommunalskatten för att få mer resurser till skolan.
Partiet bildades av Mikael Levander då han ville ha ett parti som han sympatiserade med fullt ut. Partiet var mellan 2014 och 2018 ett oppositionsparti i Ulricehamns kommun. Efter valet 2018 styr Nya Ulricehamn i minoritet tillsammans med Centerpartiet. Tillsammans har partierna 17 av 49 mandat i kommunfullmäktige.

## Valresultat
| År   | Röster | Procent | Mandat |
| ---- | ------ | ------- | ------ |
| 2014 | 972    | 6,35 %  | 3 / 49 |
| 2018 | 2 820  | 17,57 % | 9 / 49 |